# Emidio Pacifici Mazzoni
Emidio Pacifici Mazzoni (Ascoli Piceno, 13 dicembre 1834 – Genzano, 15 agosto 1880) è stato un giurista italiano.

## Opere
- Codice civile italiano commentato (1885)
- Istituzioni di diritto civile italiano (1870)
- Repertorio generale di giurisprudenza civile, penale, commerciale ed amministrativa del Regno (1876)
- Raccolta delle leggi speciali e delle convenzioni internazionali del Regno d'Italia (1878)